# Sean Bouchard
Sean Walter Bernard Bouchard (San Diego, California, 16 de mayo de 1996) es un jugador profesional estadounidense de béisbol que se desempeña en la posición de jardinero derecho en Colorado Rockies, equipo de las Grandes Ligas de Béisbol (MLB).

## Carrera
Fue seleccionado en la novena ronda en el Draft de la MLB de 2017. En 2022 hizo su debut profesional con el equipo Colorado Rockies, donde lleva jugando tres temporadas.